# Westland, Michigan
Westland är en stad i Wayne County i delstaten Michigan, USA med 86 602 invånare (2000).

## Kända personer från Westland
- Chris Conner, ishockeyspelare